# Xã Concord, Quận Highland, Ohio
Xã Concord (tiếng Anh: Concord Township) là một xã thuộc quận Highland, tiểu bang Ohio, Hoa Kỳ. Năm 2010, dân số của xã này là 1.415 người.